# Bobby Timmons
Robert Henry „Bobby” Timmons (ur. 19 grudnia 1935 w Filadelfii, zm. 1 marca 1974 w Nowym Jorku) – amerykański pianista jazzowy i kompozytor.

## Życiorys
Timmons wychowywany był przez swego dziadka, pastora, który nauczył go gry na kościelnych organach. Jako muzyk zawodowy grał już w wieku 19 lat. W 1954 wyjechał do Nowego Jorku. Początkowo towarzyszył takim muzykom jak Kenny Dorham (z prowadzoną przez niego grupą Jazz Prophets nagrał w maju 1956 swoją pierwszą płytę) i Chet Baker (1956–1957). W 1957 grał też z Sonnym Stittem, a później w zespole Maynarda Fergusona (1957-1958).
W 1958 – 1959 był członkiem Art Blakey’s Jazz Messengers (odbył z nimi trasę koncertową po Europie) i głównie jako muzyk tego właśnie zespołu został Timmons zapamiętany. W tym czasie skomponował też jeden ze swych najbardziej znanych utworów: „Moanin'”. Po okresie współpracy z Cannonballem Adderleyem w latach 1959-1960, powrócił znów do The Jazz Messengers w roku 1961. W czasie gry w kwintecie Adderleya powstały kolejne przeboje Timmonsa – „Dat Dere” i „This Here” (spotykana też wersja „Dis There”). Wszystkie trzy wymieniane utwory utrzymane były w charakterystycznym dla tego muzyka stylu, będącym jazzową mieszanką muzyki funk i gospel.
Kolejnym przedsięwzięciem było prowadzenie własnego tria, z którym koncertował i nagrywał płyty. Współpracowali z nim znakomici muzycy (m.in. Sam Jones, Ron Carter, Keter Betts, Albert Heath, Jimmy Cobb).
Sukcesu komercyjnego nie osiągnął (mimo dobrych ocen jego produkcji muzycznych). Nagrywał jako muzyk towarzyszący z wieloma wykonawcami, wśród których byli J.J. Johnson, Hank Mobley, Art Farmer, Donald Byrd, Kenny Burrell i dawni koledzy z zespołu Blakeya: Lee Morgan i Johnny Griffin.
Chorował na marskość wątroby, wywołaną alkoholizmem. Zmarł w Nowym Jorku w wieku 38 lat.

## Dyskografia

### Albumy nagrane w charakterze lidera
| Nagrany | Wydany | Album                      | Wykonawca – lider  | Wytwórnia |
| ------- | ------ | -------------------------- | ------------------ | --------- |
| 1960    |        | This Here is Bobby Timmons | Bobby Timmons      | Riverside |
| 1960    |        | Soul Time                  | Bobby Timmons      | Riverside |
| 1961    |        | Easy Does It               | Bobby Timmons      | Riverside |
| 1961    |        | In Person                  | Bobby Timmons Trio | Riverside |
| 1962    |        | Sweet and Soulful Sounds   | Bobby Timmons      | Riverside |
| 1963    |        | Born to Be Blue!           | Bobby Timmons      | Riverside |
| 1964    |        | From the Bottom            | Bobby Timmons      | Riverside |
| 1964    |        | Little Barefoot Soul       | Bobby Timmons      | Prestige  |
| 1964    |        | Holiday Soul               | Bobby Timmons      | Prestige  |
| 1965    |        | Chun-King                  | Bobby Timmons      | Prestige  |
| 1965    |        | Workin’ Out!               | Bobby Timmons      | Prestige  |
| 1965    |        | Chicken & Dumplin’s        | Bobby Timmons      | Prestige  |
| 1966    |        | The Soul Man!              | Bobby Timmons      | Prestige  |
| 1966    |        | Soul Food                  | Bobby Timmons      | Prestige  |
| 1967    |        | Got to Get It!             | Bobby Timmons      | Milestone |
| 1968    |        | Do You Know the Way?       | Bobby Timmons      | Milestone |

### Albumy nagrane w charakterze członka zespołu lub muzyka sesyjnego
| Nagrany | Wydany | Album                                            | Wykonawca – lider   | Wytwórnia       |
| ------- | ------ | ------------------------------------------------ | ------------------- | --------------- |
| 1956    | 1956   | 'Round About Midnight at The Cafe Bohemia        | Kenny Dorham        | Blue Note       |
| 1956    | 1956   | Chet Baker and Crew                              | Chet Baker          | Pacific Jazz    |
| 1957    | 1957   | The Opener                                       | Curtis Fuller       | Blue Note       |
| 1957    | 1957   | Hank                                             | Hank Mobley         | Blue Note       |
| 1957    | 1958   | The Cooker                                       | Lee Morgan          | Blue Note       |
| 1958    | 1958   | Blue Lights                                      | Kenny Burrell       | Blue Note       |
| 1958    | 1959   | Moanin'                                          | Art Blakey          | Blue Note       |
| 1958    | 1999   | Drums Around the Corner                          | Art Blakey          | Blue Note       |
| 1958    | 1958   | 1958 Paris Olympia                               | Art Blakey          | Fontana         |
| 1959    | 1959   | At the Jazz Corner of the World                  | Art Blakey          | Blue Note       |
| 1959    | 1959   | Les Liaisons Dangereuses                         | Art Blakey          | PolyGram        |
| 1959    | 1959   | Brass Shout                                      | Art Farmer          | United Artists  |
| 1959    | 1959   | The Cannonball Adderley Quintet in San Francisco | Cannonball Adderley | Riverside       |
| 1960    | 1960   | Them Dirty Blues                                 | Cannonball Adderley | Riverside       |
| 1960    | 1969   | Work Song                                        | Nat Adderley        | Riverside       |
| 1960    | 1969   | Lee-Way                                          | Lee Morgan          | Blue Note       |
| 1960    | 1960   | The Young Lions                                  | The Young Lions     | Vee-Jay Records |
| 1960    | 1960   | The Big Beat                                     | Art Blakey          | Blue Note       |
| 1960    | 1966   | Like Someone in Love                             | Art Blakey          | Blue Note       |
| 1960    | 1960   | A Night in Tunisia                               | Art Blakey          | Blue Note       |
| 1960    | 1960   | Meet You at the Jazz Corner of the World         | Art Blakey          | Blue Note       |
| 1961    | 1961   | The Witch Doctor                                 | Art Blakey          | Blue Note       |
| 1961    | 1962   | The Freedom Rider                                | Art Blakey          | Blue Note       |